# USS Charles Ausburn (DD-294)
USS Charles Ausburn (DD-294) là một tàu khu trục lớp Clemson được Hải quân Hoa Kỳ chế tạo vào cuối Chiến tranh Thế giới thứ nhất. Nó là chiếc tàu chiến đầu tiên của Hải quân Hoa Kỳ được đặt theo tên Charles Lawrence Ausburne (1889-1917), một thủy thủ tử trận trong Thế Chiến I và được truy tặng Huân chương Chữ thập Hải quân. Charles Ausburn ngừng hoạt động năm 1930 và bị tháo dỡ năm 1931 nhằm tuân thủ quy định hạn chế vũ trang của Hiệp ước Hải quân London.

## Thiết kế và chế tạo
Charles Ausburn được đặt lườn vào ngày 11 tháng 9 năm 1919 tại xưởng tàu Squantum Victory Yard của hãng Bethlehem Shipbuilding Corporation ở Squantum, Massachusetts. Nó được hạ thủy vào ngày 18 tháng 12 năm 1919, được đỡ đầu bởi bà D. K. Ausburn; và được đưa ra hoạt động vào ngày 23 tháng 3 năm 1920 dưới quyền chỉ huy của Hạm trưởng, Đại úy Hải quân M. W. Hutchinson, Jr..

## Lịch sử hoạt động
Được phân về Hạm đội Đại Tây Dương, Charles Ausburn hoạt động từ Charleston, South Carolina, Norfolk, Virginia và Newport, Rhode Island dọc theo bờ biển Đại Tây Dương và vùng biển Caribe cho đến năm 1924, phục vụ với biên chế nhân sự bị cắt giảm từ tháng 10 năm 1920 đến tháng 5 năm 1922. Trong những năm này, nó tham gia các cuộc thao dượt hạm đội và cơ động huấn luyện, trợ giúp vào việc phát triển và áp dụng các kỹ thuật và chiến thuật mới trong hải quân. Vào mùa Thu năm 1923, nó được trang bị để mang theo một thủy phi cơ, và nó tiến hành các thử nghiệm trong lĩnh vực không lực hải quân đang phát triển mạnh mẽ.
Vào cuối mùa Hè năm 1924, Charles Ausburn thực hiện chuyến đi đến vùng có vĩ độ cao phía Bắc để phục vụ như tàu canh phòng cho chuyến bay vòng quanh thế giới của máy bay Lục quân, thường trực tại các trạm ngoài khơi Greenland và Newfoundland. Vào ngày 18 tháng 6 năm 1925, nó khởi hành từ Boston, Massachusetts bắt đầu một lượt phục vụ kéo dài một năm tại vùng biển Châu Âu và Địa Trung Hải, viếng thăm nhiều cảng trước khi quay trở về New York vào ngày 11 tháng 7 năm 1926. Nó tiếp tục các hoạt động cùng hạm đội, cung cấp cơ sở vật chất cho việc huấn luyện nhân sự của Hải quân Dự bị Hoa Kỳ, cho đến ngày 1 tháng 5 năm 1930, khi nó được cho xuất biên chế tại Philadelphia, Pennsylvania. Charles Ausburn bị bán để tháo dỡ vào ngày 17 tháng 1 năm 1931.